# Moises Lipnik
Moises Sragowicz Lipnik (Cali, 5 de agosto de 1953 — Brasília, 16 de junho de 2003) foi um advogado, administrador de empresas e político brasileiro, que exerceu o mandato de deputado estadual por São Paulo e deputado federal por Roraima.

## Biografia
Em 1975 ingressou no curso de administração de empresas da Escola Superior de Administração de Negócios de São Paulo, assumindo no ano seguinte o cargo de diretor-executivo da Imperial Agropecuária e Comércio Ltda. Diplomando-se em 1979, ao longo desses anos realizou uma serie de cursos paralelos, entre os quais, de marketing operacional na Fundação Brasileira de Marketing em São Paulo, de Banking Management Course Mesifta of Yonkers School, em Nova York, EUA; especialização em administração financeira no Banco do Brasil S.A. em São Paulo; estatística e matemática aplicada das Faculdades Metropolitanas Unidas - FMU em São Paulo.
Entre 1978 e 1980 foi assessor do senador Amaral Furlan. Em 1979 foi superintendente da Sudelpa. No ano seguinte foi assessor especial do ministro-chefe da Casa Civil da Presidência da República, general Golbery do Couto e Silva, no governo João Figueiredo. Nesse mesmo ano fez curso de direito na Universidade Brás Cubas, de Mogi das Cruzes, diplomando-se em 1984, quando foi contratado pela Química do Brasil Ltda, como diretor-geral. Foi conselheiro da Fundação da Prefeitura do Município do Rio de Janeiro.

### Carreira política
Filiado ao PTB, foi eleito deputado estadual à Assembleia Legislativa do Estado de São Paulo, nas eleições de 15 de novembro de 1986, com 25.399 votos, assumindo em 15 de março de 1987. Foi o vice-líder da bancada. Fez parte das Comissões de Fiscalização e Controle e de Segurança Pública, tornando-se vice-presidente dessa Comissão. Integrou, também, as Comissões de Economia e Planejamento e de Promoção Social.
Constituinte Estadual em 1989, fez parte das Comissões de Sistematização e de Finanças e Orçamento. Nesse mesmo ano cumpriu missões oficiais no exterior, integrando comissão de representação à ONU, em Nova York e Washington.
Transferindo seu domicilio eleitoral para Roraima, concorreu a uma vaga para o Senado, nas eleições de 1990, não logrando êxito. Em 3/10/1994, foi eleito pelo PTB com 14.349 votos, sendo o deputado federal mais votado naquele Estado. Foi vice-líder do partido de 1995/97, na Câmara dos Deputados. Integrou as comissões de Minas e Energia e Defesa Nacional. Em 1997 filiou-se ao PL, partido pelo qual se candidatou à reeleição, obtendo apenas uma suplência. Assumiu a cadeira em 2000 como suplente, tornando-se vice-líder do partido, e em 2003 como efetivo. Foi presidente regional do PL em Roraima, entre 1997/99. Candidatou-se novamente a deputado federal, pelo PDT, nas eleições de 5/10/2002, sendo eleito com 6.664 votos. No Congresso era integrante da Comissão de Relações Exteriores e de Defesa Nacional. Lipnik morreu em 16 de junho de 2003 após passar mal do coração e ser internado no Hospital Santa Lúcia. O parlamentar, que estava em sua terceira legislatura na Câmara, foi sepultado em Miami, Estados Unidos.